# Rue du Gabon
La rue du Gabon est une voie située dans le quartier du Bel-Air du 12e arrondissement de Paris, en France.

## Situation et accès
La rue du Gabon débute sur l'avenue de Saint-Mandé, au niveau du pont de l'avenue de Saint-Mandé et se termine rue de la Voûte, en longeant la ligne de Petite Ceinture. Elle rencontre la rue Montéra. La numérotation des bâtiments débute au sud de la rue ; les numéros impairs 1 et 25 et pairs 2 à 32 sont utilisés.
La rue du Gabon est accessible par la ligne 1 à la station Porte de Vincennes et à proximité par la ligne 3a du tramway.

## Origine du nom
Elle porte le nom du Gabon, pays d'Afrique, ex-colonie de l'Afrique-Équatoriale française, qui faisait partie de l'Union française.

## Historique
Cette ancienne voie de la commune de Saint-Mandé a été classée dans la voirie parisienne par décret du 23 mai 1863 sous le nom de « sentier du Chemin de fer », en raison de la présence de la ligne de Petite Ceinture en surplomb.
La rue prend sa dénomination actuelle par arrêté du 1er février 1877.

## Bâtiments remarquables et lieux de mémoire
- La rue longe la ligne de Petite Ceinture.

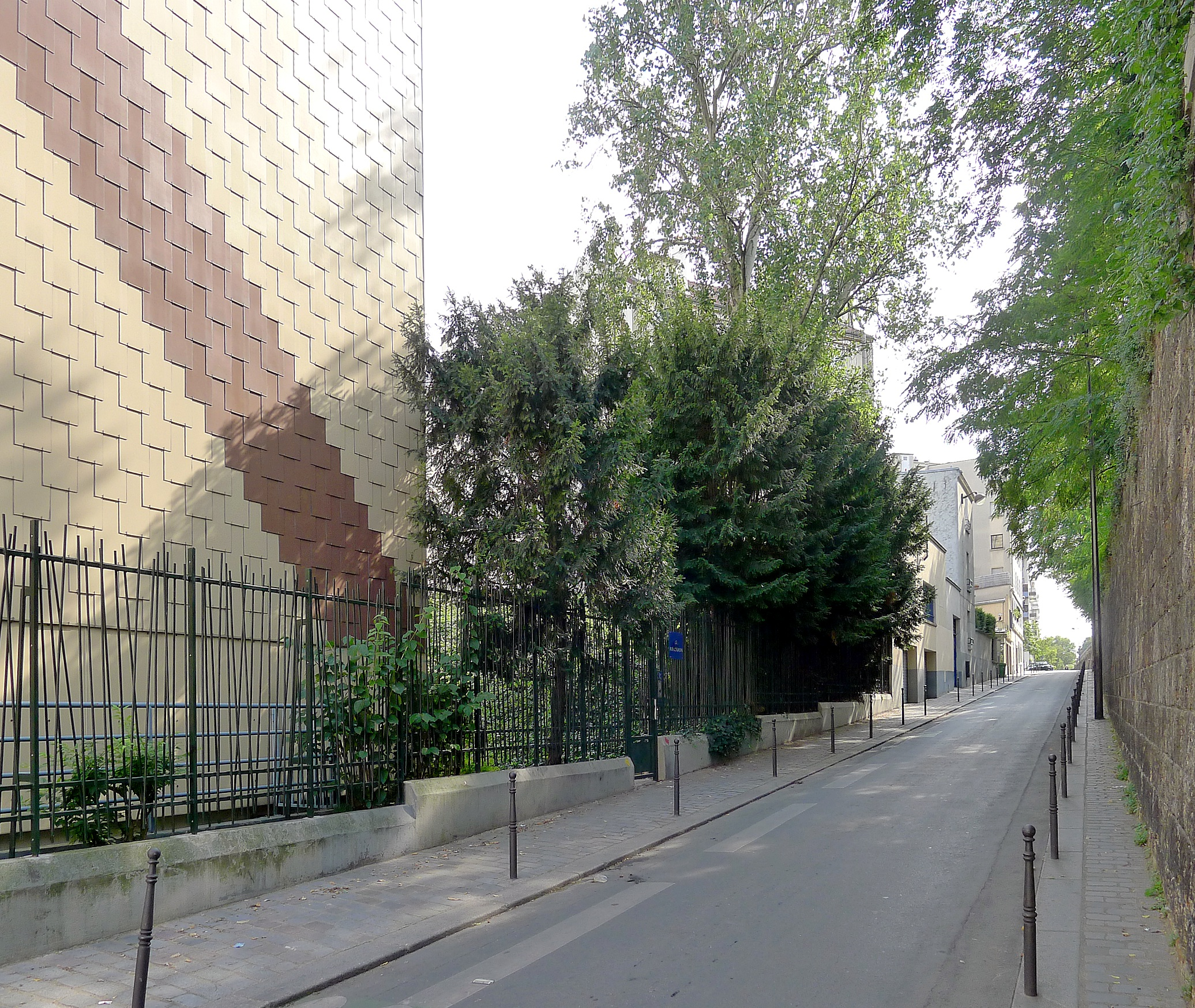
Rue vue de la rue de la Voûte.
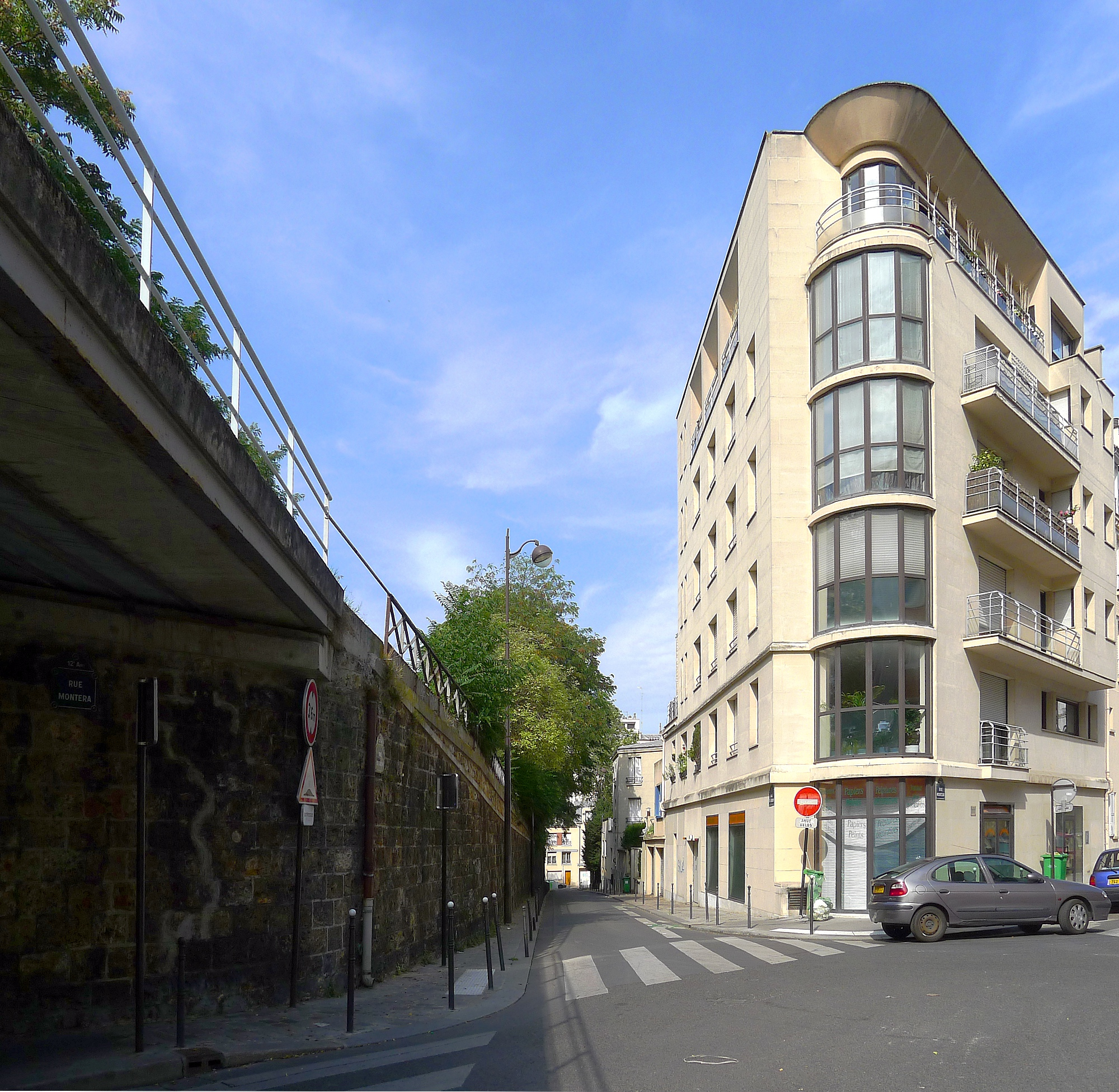
Rue vue de la rue Montéra.